# Асансьор за ешафода
„Асансьор за ешафода“ (на френски: Ascenseur pour l'échafaud) е френски филм от 1958 година, криминален трилър на режисьора Луи Мал по негов сценарий в съавторство с Ноел Каеф и Роже Нимие.

## Сюжет
В центъра на сюжета са млада жена и любовникът ѝ, които подготвят убийството на нейния съпруг, но планът им се обърква след засядане на асансьор. Главните роли се изпълняват от Жана Моро и Морис Роне.

## В ролите
| Изпълнител      | Роля               |
| --------------- | ------------------ |
| Жана Моро       | Флоранс Карала     |
| Морис Роне      | Жюлиен Таверние    |
| Лино Вентура    | комисар Шерие      |
| Шарл Денер      | инспектор          |
| Жорж Пужули     | Луи                |
| Йори Бертен     | Вероник            |
| Иван Петрович   | Хорст Бенкер       |
| Елга Андерсен   | Фрида Бенкер       |
| Жан Уал         | Симон Карала       |
| Жан-Клод Бриали | посетител в мотела |

## Заснемане
„Асансьор за ешафода“, филмов дебют на режисьора Луи Мал, става известен с въвеждането на иновативни техники в повествованието и монтажа, доразвити от Френската нова вълна, както и с музиката на известния джаз музикант Майлс Дейвис.